# Нобрис
Нобрис (порт. Nobres) — муниципалитет в Бразилии, входит в штат Мату-Гросу. Составная часть мезорегиона Север штата Мату-Гроссу. Входит в экономико-статистический микрорегион Алту-Телис-Пирис. Население составляет 15 630 человек на 2006 год. Занимает площадь 3859,509 км². Плотность населения — 4,0 чел./км².

## Статистика
- Валовой внутренний продукт на 2003 год составляет 133 983 303,00 реалов (данные: Бразильский институт географии и статистики).
- Валовой внутренний продукт на душу населения на 2003 год составляет 8738,23 реалов (данные: Бразильский институт географии и статистики).
- Индекс развития человеческого потенциала на 2000 год составляет 0,724 (данные: Программа развития ООН).